# Baltazár Dubeň
Baltazár Dubeň (* 6. ledna 1937) byl slovenský a československý politik Komunistické strany Slovenska, poslanec Slovenské národní rady a poslanec Sněmovny národů Federálního shromáždění na počátku normalizace. Pak odstaven z politických funkcí. V slovenské politice se angažoval v 90. letech 20. století jako ministerský úředník a sportovní funkcionář.

## Biografie
Po federalizaci Československa usedl v lednu 1969 do Sněmovny národů Federálního shromáždění. Do federálního parlamentu ho nominovala Slovenská národní rada. V parlamentu setrval do května 1970, kdy rezignoval na funkci.
Během pražského jara v roce 1968 se podílel na vydávání listu Echo, který pak po invazi vojsk Varšavské smlouvy do Československa nechal Gustáv Husák zakázat.
Politicky se angažoval po sametové revoluci. Slovenská národní rada ho tehdy uvedla ve vyšetřovací zprávě mezi poslanci, kteří byli nuceni se po roce 1968 vzdát mandátu a kteří byli nyní rehabilitováni. V druhé vládě Vladimíra Mečiara zastával post státního tajemníka ministerstva školství, kde vedl referát sportu. Spolu s Dušanem Slobodníkem se tehdy podílel na zásahu proti Trnavské univerzitě a při odvolávání šéfredaktora deníku Smena v roce 1992. Pak pracoval jako tajemník TJ Slávia Právnik. V roce 1996 se stal předsedou Slovenského sdružení tělesné kultury. Na tomto postu setrval do roku 1999. V roce 1998 mu byl udělen Řád Ľudovíta Štúra.